# Дроздовська Мікаела Михайлівна
Мікаела Михайлівна Дроздовська (10 березня 1937 — 14 листопада 1978) — радянська акторка кіно і дубляжу.

## Біографія
Народилася 10 березня 1937 в Москві. Закінчивши ВДІК, стала акторкою Театру-студії кіноактора.
У кіно — з 1955 року (дебютувала у фільмі За вітриною універмагу). Аудиторії запам'яталася по кінофільмах Добровольці, Сім няньок, Біг і іншим.
При пожежі в готельному номері в місті Орджонікідзе (нині Владикавказ) 7 листопада 1978 року отримала сильні опіки і померла через тиждень.
Похована в Москві на Ваганьковському кладовищі (35 ділянка).

## Родина
- Чоловік — Вадим Семенович Смоленський (1921—2011), кардіолог, доктор медичних наук, професор.
  - Дочка — Ніка Дроздовская (рід. 1966), дитячий лікар-гастроентеролог.
  - Дочка — Дарина Дроздовська (рід. 1970), акторка. Після смерті матері була удочерена Аллою Будницькою. З 1993 по 2010 рік перебувала в цивільному шлюбі з продюсером і телеведучим Олександром Олейниковим, від якого народила двох дітей, Олександра (нар. 1993) і Дарину (нар. 1998).

## Фільмографія
- 1955 — За вітриною універмагу — Юля Петрова, продавчиня і комсомолка
- 1957 — Ленінградська симфонія — Ірина Бочарова 1958 — Отаман Кодр — Наташа
- 1958 — Добровольці — Таня
- 1959 — Я Вам пишу
- 1960 — Спадкоємці — Надя
- 1962 — Сім няньок — Майя
- 1964 — Дайте книгу скарг — Маша
- 1964 — До побачення, хлопчики — дівчина, що танцює з бляхарем
- 1964 — Нуль три — епізод
- 1964 — Жили-були старий зі старою — епізод
- 1965 — Ромео, мій сусід — Шура
- 1966 — Коли грає клавесин (короткометражка) — продавчиня краваток
- 1967 — Міцний горішок — полонена льотчиця
- 1967 — Розбудіть Мухіна! — Наталя Гончарова / студентка
- 1969 — Вибух після півночі — Дуська
- 1969 — Посол Радянського Союзу
- 1969 — Гори, гори, моя зірка — дружина штабс-капітана
- 1970 — Біг — модистка
- 1971 — Їхали в трамваї Ільф і Петров — медсестра 1973 — За власним бажанням — епізод
- 1973 — Нейлон 100 % — Катя (в титрах — Мікаелла Дроздовская)
- 1975 — Приймаю на себе
- 1975 — Подорож місіс Шелтон — Наташа Гай — Гаєвська
- 1975 — Соло для слона з оркестром — мама двох доньок
- 1975 — Весна двадцять дев'ятого — перекладачка 1976 — Легенда про Тіля — вдова убитого перевертнем
- 1977 — Міміно — Тося, дружина Папішвілі

### Телеспектакль
- Один тисяча дев'ятсот сімдесят дві — Будденброки — Герда Будденброк
- 1976 — Мартін Іден — місіс Морз

## Дублювання фільмів
- 1965 — Грім небесний — Симона Лебуше
- 1965 — Бий першим, Фреді! — Соня
- 1967 — Де третій король? — Щенсняк
- 1967 — Оскар — Жаклін, позашлюбна дочка Бертрана
- 1967 — Дівчата з Рошфора — Соланж
- 1968 — Галілео Галілей — дочка Галілея
- 1972 — Стара діва — служниця